# Ниобийтриродий
Ниобийтриродий — бинарное неорганическое соединение
ниобия и родия
с формулой NbRh3,
кристаллы.

## Получение
- Спекание стехиометрических количеств чистых веществ:

{\displaystyle {\mathsf {Nb+3Rh\ {\xrightarrow {1950^{o}C}}\ Rh_{3}Nb}}}

## Физические свойства
Ниобийтриродий образует кристаллы
кубической сингонии,
пространственная группа P m3m,
параметры ячейки a = 0,3857 нм, Z = 1,
структура типа тримедьзолота AuCu3
.
Соединение конгруэнтно плавится при температуре 1950°С (при составе 72 ат.% родия) и
обладает большой областью гомогенности 72-79 ат.% родия .
При температуре <1,4 К переходит в сверхпроводящее состояние .